# Euploea mulciber

Euploea mulciber est une espèce d'insecte lépidoptère qui appartient à la famille des Nymphalidae, à la sous-famille des Danainae et au genre Euploea. 

## Répartition
On le trouve de l'Inde jusqu'au sud de la Chine, de la péninsule malaise jusqu'aux Philippines : Inde, Bhoutan, Birmanie, Thaïlande, Laos, Cambodge, Chine, Taïwan, Philippines, Malaisie, Sumatra, Bornéo, Célèbes et Bali.

## Habitat
Ce lépidoptère vit en lisière des forêts tropicales humides de feuillus depuis le niveau de la mer jusqu'à environ 800 m d'altitude.

## Description

### Papillon
L'imago d'Euploea mulciber est un grand papillon de 7 à 7,5 cm d'envergure pour les mâles et de 7,5 cm à 8 cm pour les femelles. ; ou selon d'autres sources de 9 à 10 cm d'envergure.
Il y a un dimorphisme sexuel.

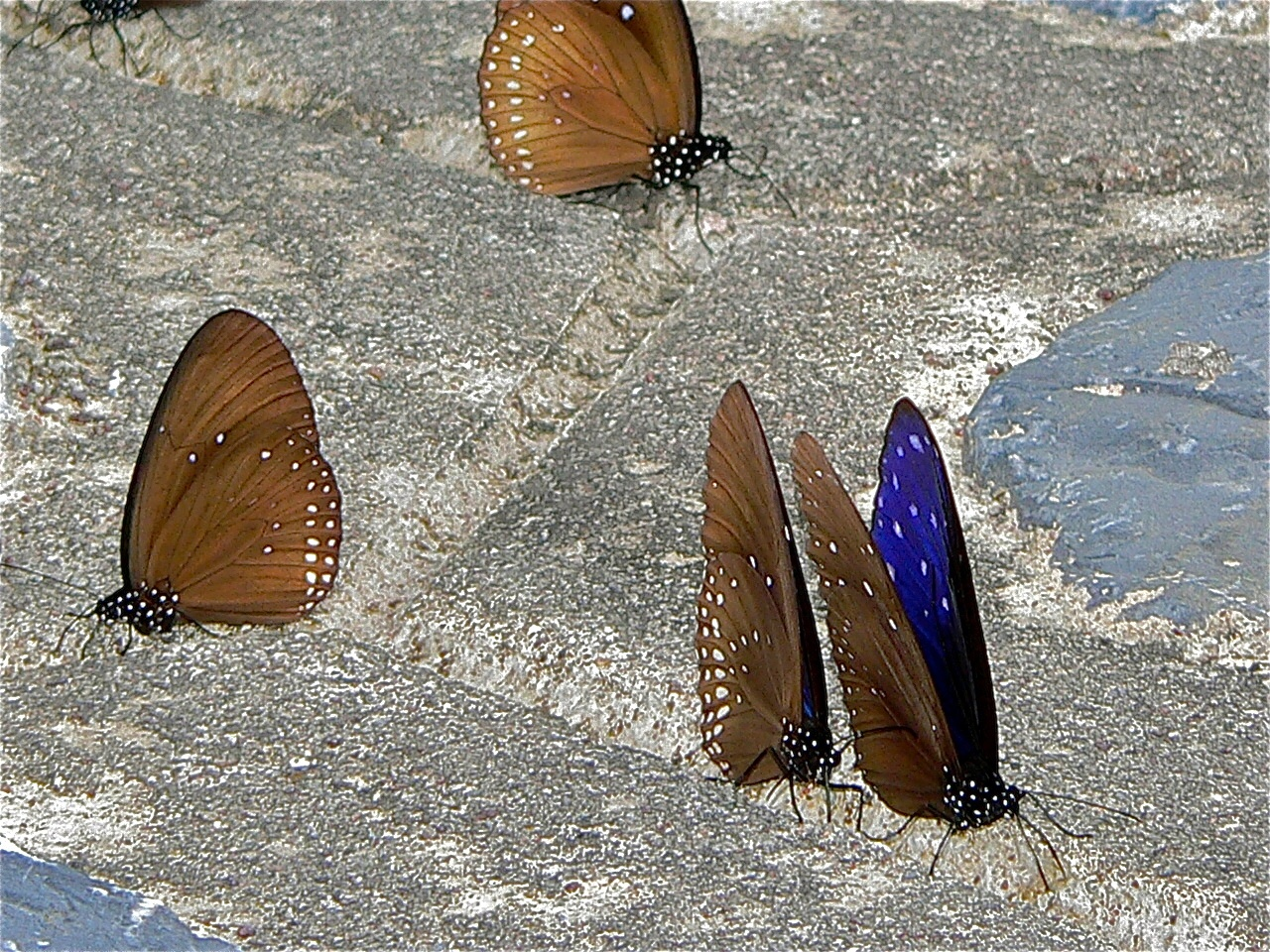
Euploea mulciber, parc national de Khao Yai, Thaïlande

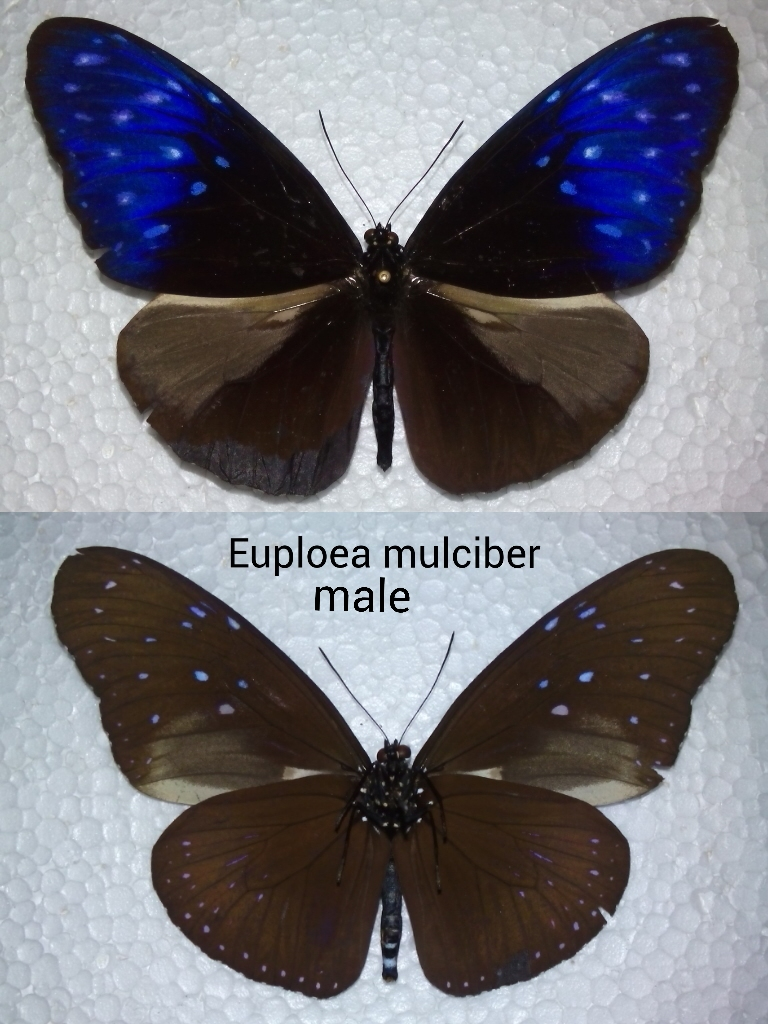
Euploea mulciber mâle

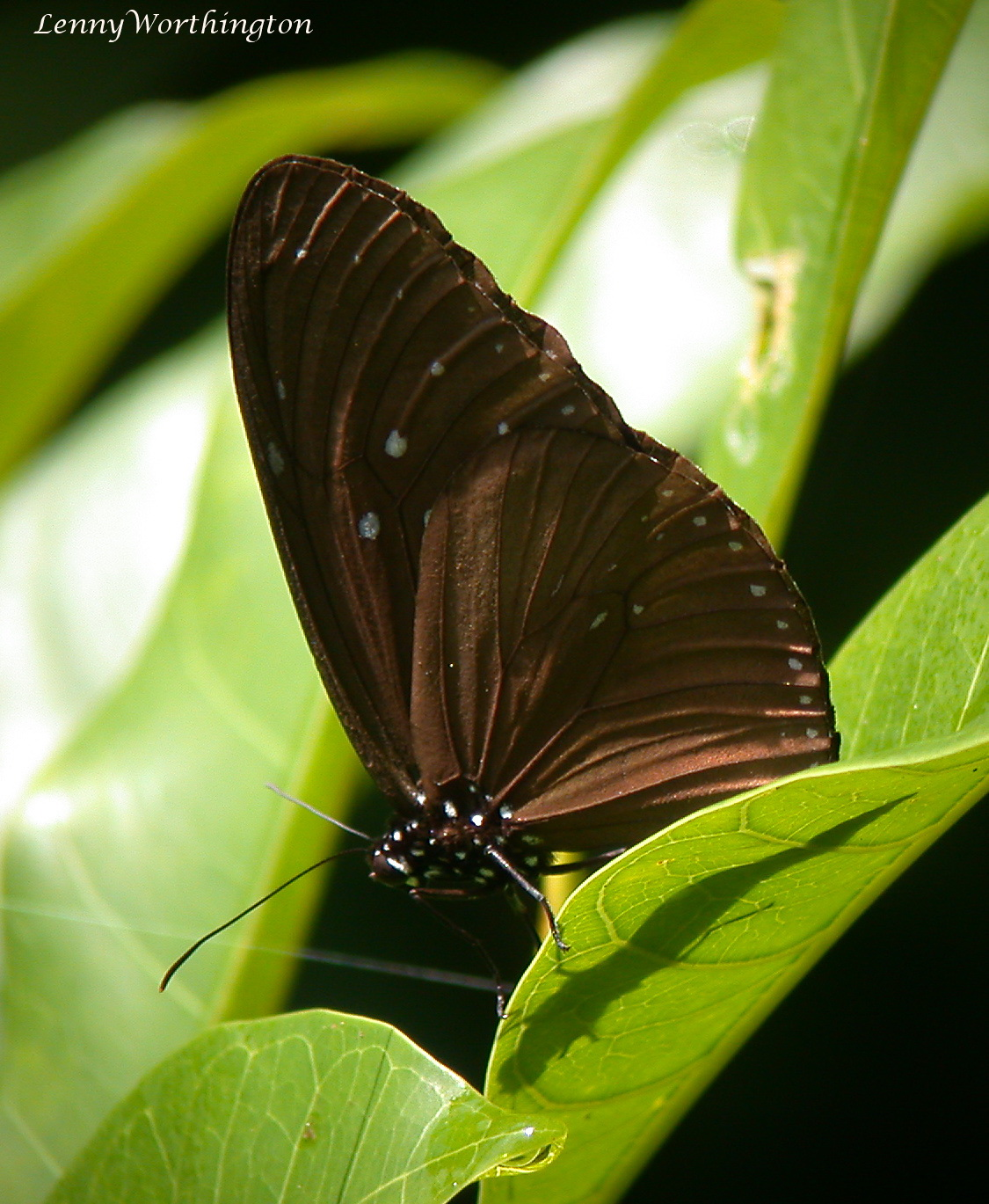
Euploea mulciber mâle, Sanctuaire de faune de Khao Soi Dao, Thaïlande

Le dessus des ailes est brun. Les ailes antérieures sont nettement irisées de violet chez le mâle ; au reflet légèrement violacé chez la femelle. Les ailes postérieures sont brunes chez le mâle ; brunes marquées de nombreuses lignes blanches chez la femelle.

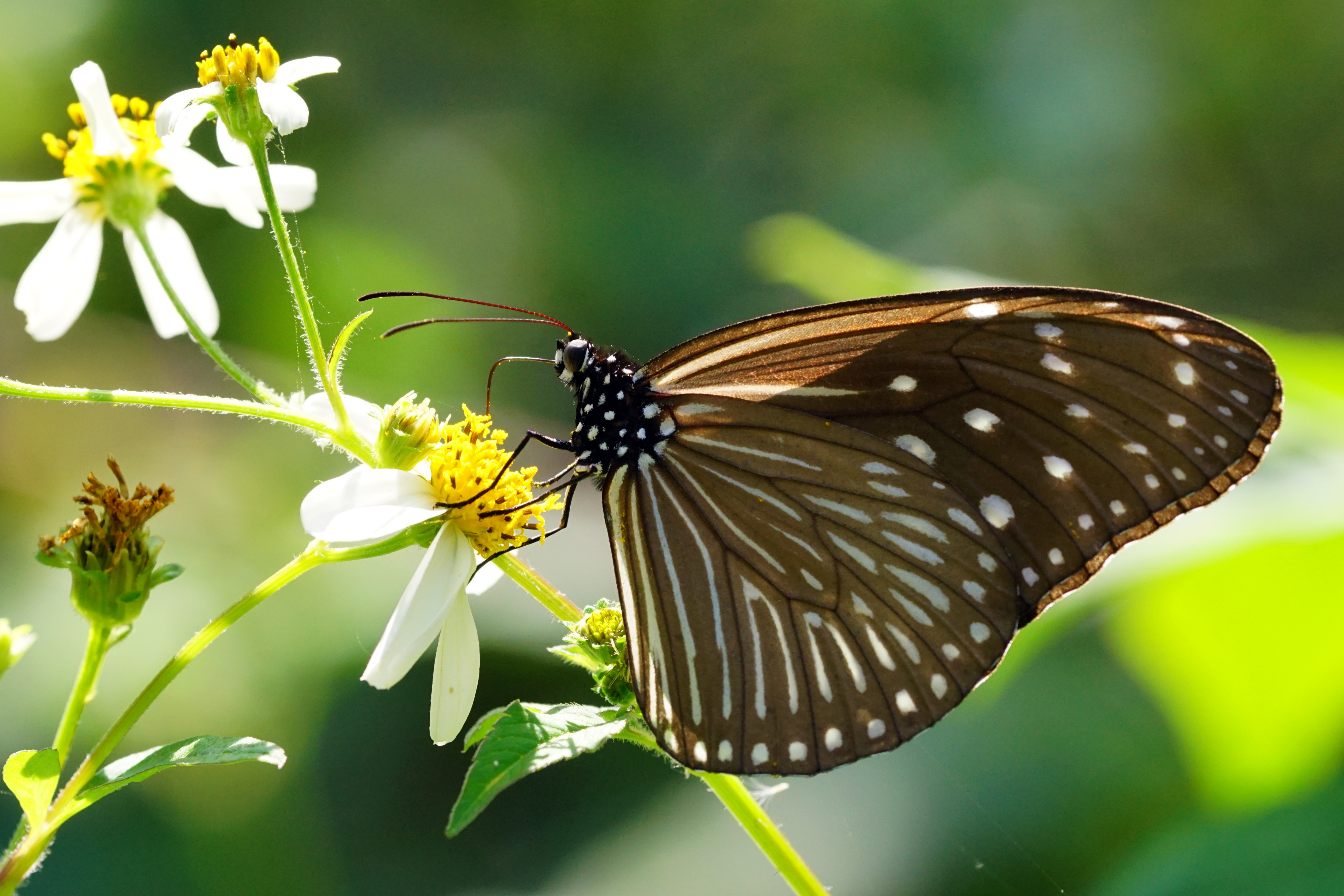
Euploea mulciber femelle, Taïwan

Le dessous des ailes est  brun, sans irisation.

### Chenille
La chenille est brun jaunâtre. Elle se nourrit de feuilles de nombreux arbres, arbustes ou lianes : laurier-rose (nerium) ; Moraceae de genre ficus (figuier) ; Aristolochiaceae du genre Aristolochia (aristoloches) ; Apocynaceae des genres Ichnocarpus, Nerium, Pottsia, Strophanthus, Mardenia et Toxocarpus.